# Kunsthandlung Julius Böhler

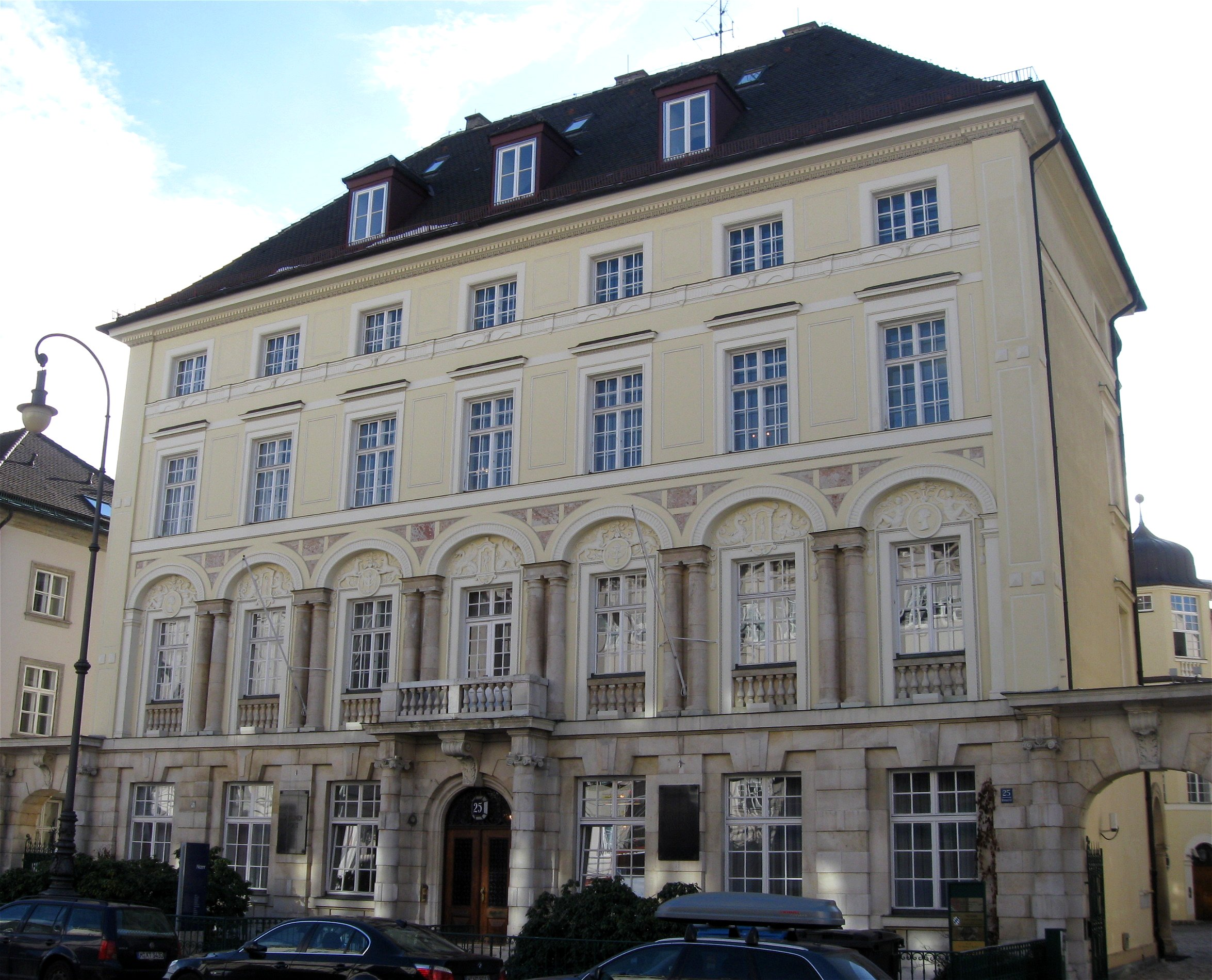
Kunsthandlung Julius Böhler

Die Münchner Kunsthandlung Julius Böhler war in der ersten Hälfte des 20. Jahrhunderts eine der größten und bedeutendsten Kunsthandlungen des deutschsprachigen Raums.

## Geschichte
Gegründet wurde die Kunsthandlung im Jahr 1880 von Julius Böhler (1860–1934), der in kurzer Zeit hohes Ansehen bei Sammlern und Museen gewann und zum erfolgreichen Kunsthändler aufstieg. Bald erwarb er ein Anwesen in der Brienner Straße 12, wo er ein Geschäftshaus im italienischen Palazzostil errichten ließ. Seine Söhne – Julius Wilhelm Böhler (1883–1966) und Otto Alfons Böhler (1887–1950) – stiegen 1906 bzw. 1910 als Teilhaber ins Geschäft ein. Letzterer gründete zusammen mit dem aus Köln stammenden Kunsthändler Fritz Steinmeyer (1880–1959) die „Kunsthandlung Böhler und Steinmeyer“ in New York City, die vor allem Kommissionsware aus München anbot.
Im Jahr 1919 übersiedelte Julius Wilhelm Böhler, der bis 1954 Gesellschafter des Münchner Hauses blieb, nach Luzern, wo er mit Fritz Steinmeyer die „Kunsthandel AG Luzern“ ins Leben rief. Anfang 1928 bauten sie zudem – unter Beteiligung des Zirkusunternehmer und Millionärs John Ringling – ihren Handelsradius in New York mit der Firma „Böhler & Steinmeyer Inc.“ aus, an der die „Kunsthandel AG Luzern“ und das „Kunsthaus Julius Böhler“ in München beteiligt waren. Sie hatte allerdings nur bis 1935 Bestand. Auch in Berlin versuchten sie Fuß zu fassen, die Dependance konnte sich jedoch nicht lange halten. Das Münchner Stammhaus führte ab 1928 der Sohn von Julius Wilhelm, Julius Harry Böhler (1907–1979), zusammen mit seinem Onkel Otto Alfons und dem Kunsthistoriker Hans Sauermann (1885–1960), der 1916 in das Unternehmen eingetreten und von 1922 bis 1956 Teilhaber war. Fritz Steinmeyer war 1926 als stiller Gesellschafter der Firma beigetreten. Der Firmengründer Julius Böhler schied 1930 als Gesellschafter aus.
Als „arisch“ geführtes Geschäft konnten die Kunsthandlung auch während der Zeit des Nationalsozialismus weiter Handel betreiben, ohne sich dem System anzudienen, aber auch sich bietende Gelegenheiten für attraktive Objekte ausnutzend. 1936 bis 1938 fanden vier Auktionen statt. Darunter fielen der Nachlass von Margarete Oppenheim sowie Werke aus den Staatlichen Museen zu Berlin. Zusammen mit Karl Haberstock erwarb die Galerie einen großen Teil der Sammlung Fritz Gutmann. Der Verkauf der Sammlung Agathe und Ernst Saulmann wurde durch Julius Harry Böhler vermittelt und er erwarb selbst günstig Stücke.
Nach 1945 nahmen die drei Geschäftsführer, Julius Harry Böhler, Otto Alfons Böhler und Hans Sauermann, relativ schnell wieder ihre Geschäfte auf. 1956 trat Julius Gustav Böhler (1929–2010), der Urenkel des Firmengründers, als Gesellschafter in die Firma ein und wurde nach dem Tod seines Vaters Julius Harry 1979 Alleininhaber. Weiterhin behauptete das Unternehmen seine Position als eine der bedeutendsten Kunsthandlungen Münchens. 2004 wurde – nach 124 Jahren – der Stammsitz in München aufgegeben. Noch immer in Familienbesitz, setzt das „Kunsthaus Julius Böhler“ unter der Leitung von Florian Eitle-Böhler seine Tradition in fünfter Generation am Standort in Starnberg fort.

## Archive
Geschäftsunterlagen der Kunsthandlung Böhler werden seit 1996 im Bayerischen Wirtschaftsarchiv in München aufbewahrt. Zu den Unterlagern zählen u. a. die Lagerbücher aus den Jahren 1880 bis 1976, die Korrespondenz von 1931 bis 1976, sowie Lagerbücher und Korrespondenz der Zweigstelle in Luzern.
2015 erwarb außerdem das Münchner Zentralinstitut für Kunstgeschichte mit Unterstützung der Deutschen Forschungsgemeinschaft 34 600 Karteikarten zu allen gehandelten Objekten, ein Archiv von 7831 Fotomappen (ab 1918) sowie eine Münchner Kundenkartei zu privaten und institutionellen Kunden. Die Erschließung und Dokumentation dieser Datensammlung wird von der Ernst von Siemens Kunststiftung und vom Deutschen Zentrum Kulturgutverluste gefördert. Das Material wird am Zentralinstitut für Kunstgeschichte für eine Forschungsdatenbank aufgearbeitet.